# بوفالو (آیووا)
بوفالو (به انگلیسی: Buffalo) شهری در ایالت آیووا کشور ایالات متحده آمریکا است که جمعیت آن در سرشماری سال ۲۰۱۰ میلادی، ۱٬۲۷۰ نفر بوده‌است.